# Élections cantonales de 1992 dans l'Ain
 (décembre 2016).
Si vous disposez d'ouvrages ou d'articles de référence ou si vous connaissez des sites web de qualité traitant du thème abordé ici, merci de compléter l'article en donnant les références utiles à sa vérifiabilité et en les liant à la section « Notes et références ».
Les élections cantonales ont eu lieu les 22 et 29 mars 1992.
Lors de ces élections, 22 des 43 cantons de l'Ain ont été renouvelés. Elles ont vu l'élection de la majorité UDF dirigée par Jean Pépin, battant Jacques Boyon président sortant RPR du Conseil général, en place depuis 1984.

## Résultats à l’échelle du département
Répartition départementale des résultats (2e tour).
- PS (15,65 %)
- PS (19,07 %)
- Verts (3,59 %)
- RPR (26,48 %)
- UDF (24,23 %)
- DVD (5,37 %)
- FN (5,61 %)

| Étiquette      | Étiquette                          | Premier tour | Premier tour | Second tour | Second tour | Sièges |
| Étiquette      | Étiquette                          | Voix         | %            | Voix        | %           | Sièges |
| -------------- | ---------------------------------- | ------------ | ------------ | ----------- | ----------- | ------ |
|                | Parti socialiste                   | 13 556       | 13,89        | 10 093      | 15,65       | 1      |
|                | Majorité présidentielle            | 11 092       | 11,36        | 12 302      | 19,07       | 3      |
|                | Parti communiste français          | 4 707        | 4,82         |             |             |        |
| Gauche         | Gauche                             | 29 355       | 30,07        | 22 395      | 34,72       | 4      |
|                |                                    |              |              |             |             |        |
|                | Union pour la démocratie française | 24 295       | 24,88        | 15 628      | 24,23       | 10     |
|                | Rassemblement pour la République   | 20 149       | 20,64        | 17 078      | 26,48       | 5      |
|                | Front national                     | 12 288       | 12,59        | 3 621       | 5,61        | 0      |
|                | Divers droite                      | 4 308        | 4,41         | 3 467       | 5,37        | 3      |
| Droite         | Droite                             | 61 040       | 62,52        | 39 794      | 61,69       | 18     |
|                |                                    |              |              |             |             |        |
|                | Les Verts                          | 7 235        | 7,41         | 2 314       | 3,59        | 0      |
| Écologistes    | Écologistes                        | 7 235        | 7,41         | 2 314       | 3,59        | 0      |
|                |                                    |              |              |             |             |        |
| Inscrits       | Inscrits                           | 153 644      | 100,00       | 113 933     | 100,00      |        |
| Abstention     | Abstention                         | 50 465       | 32,85        | 45 886      | 40,27       |        |
| Votants        | Votants                            | 103 179      | 67,15        | 68 047      | 59,73       |        |
| Blancs et nuls | Blancs et nuls                     | 5 549        | 5,38         | 3 544       | 5,21        |        |
| Exprimés       | Exprimés                           | 97 630       | 94,62        | 64 503      | 94,79       |        |

## Résultats par canton

### Canton de Bâgé-le-Châtel
| Candidats      | Candidats                      | Étiquette      | Premier tour | Premier tour |
| Candidats      | Candidats                      | Étiquette      | Voix         | %            |
| -------------- | ------------------------------ | -------------- | ------------ | ------------ |
|                | Michel Voisin                  | UDF            | 3 395        | 65,35        |
|                | Marie-Christine Grisoni Giroud | PS             | 869          | 16,73        |
|                | Yann Paul                      | FN             | 614          | 11,82        |
|                | Guy Ferrand                    | PCF            | 317          | 6,10         |
|                |                                |                |              |              |
| Inscrits       | Inscrits                       | Inscrits       | 8 640        | 100,00       |
| Abstention     | Abstention                     | Abstention     | 2 820        | 32,64        |
| Votants        | Votants                        | Votants        | 5 820        | 67,36        |
| Blancs et nuls | Blancs et nuls                 | Blancs et nuls | 625          | 10,74        |
| Exprimés       | Exprimés                       | Exprimés       | 5 195        | 89,26        |

### Canton de Bellegarde-sur-Valserine
| Candidats      | Candidats         | Étiquette      | Premier tour | Premier tour | Second tour | Second tour |
| Candidats      | Candidats         | Étiquette      | Voix         | %            | Voix        | %           |
| -------------- | ----------------- | -------------- | ------------ | ------------ | ----------- | ----------- |
|                | Gérard Armand*    | RPR            | 2 598        | 46,11        | 2 941       | 61,46       |
|                | Claude Tournier   | PS             | 1 572        | 27,90        | 1 844       | 38,54       |
|                | Ghislaine Jullien | FN             | 858          | 15,23        |             |             |
|                | Georges Mossaz    | PCF            | 606          | 10,76        |             |             |
|                |                   |                |              |              |             |             |
| Inscrits       | Inscrits          | Inscrits       | 9 412        | 100,00       | 9 412       | 100,00      |
| Abstention     | Abstention        | Abstention     | 3 385        | 35,96        | 4 330       | 46,01       |
| Votants        | Votants           | Votants        | 6 027        | 64,04        | 5 082       | 53,99       |
| Blancs et nuls | Blancs et nuls    | Blancs et nuls | 393          | 6,52         | 297         | 5,84        |
| Exprimés       | Exprimés          | Exprimés       | 5 634        | 93,48        | 4 785       | 94,16       |

*sortant

### Canton de Belley
| Candidats      | Candidats             | Étiquette      | Premier tour | Premier tour | Second tour | Second tour |
| Candidats      | Candidats             | Étiquette      | Voix         | %            | Voix        | %           |
| -------------- | --------------------- | -------------- | ------------ | ------------ | ----------- | ----------- |
|                | Jean-Claude Travers   | RPR            | 2 944        | 45,11        | 3 368       | 54,04       |
|                | Pierre Carroz*        | PS             | 2 303        | 35,29        | 2 864       | 45,96       |
|                | Jean Larras           | FN             | 627          | 9,61         |             |             |
|                | Anne-Marie Lerique    | Verts          | 473          | 7,25         |             |             |
|                | Marcelle Vdovitchenko | PCF            | 179          | 2,74         |             |             |
|                |                       |                |              |              |             |             |
| Inscrits       | Inscrits              | Inscrits       | 9 687        | 100,00       | 9 687       | 100,00      |
| Abstention     | Abstention            | Abstention     | 2 817        | 29,08        | 3 185       | 32,88       |
| Votants        | Votants               | Votants        | 6 870        | 70,92        | 6 502       | 67,12       |
| Blancs et nuls | Blancs et nuls        | Blancs et nuls | 344          | 5,01         | 270         | 4,15        |
| Exprimés       | Exprimés              | Exprimés       | 6 526        | 94,99        | 6 232       | 95,85       |

*sortant

### Canton de Châtillon-sur-Chalaronne
| Candidats      | Candidats          | Étiquette      | Premier tour | Premier tour | Second tour | Second tour |
| Candidats      | Candidats          | Étiquette      | Voix         | %            | Voix        | %           |
| -------------- | ------------------ | -------------- | ------------ | ------------ | ----------- | ----------- |
|                | Noël Ravassard*    | PS             | 2 908        | 45,90        | 3 307       | 55,25       |
|                | Annie Monnet Suety | RPR            | 2 103        | 33,19        | 2 679       | 44,75       |
|                | Sylvain Dupuisv    | 618            | 9,75         |              |             |             |
|                | Jean-Paul Gaucher  | Verts          | 390          | 6,16         |             |             |
|                | Daniel Dalex       | PS             | 189          | 2,98         |             |             |
|                | Lucien Larbey      | PCF            | 128          | 2,02         |             |             |
|                |                    |                |              |              |             |             |
| Inscrits       | Inscrits           | Inscrits       | 9 892        | 100,00       | 9 891       | 100,00      |
| Abstention     | Abstention         | Abstention     | 3 266        | 33,02        | 3 702       | 37,43       |
| Votants        | Votants            | Votants        | 6 626        | 66,98        | 6 189       | 62,57       |
| Blancs et nuls | Blancs et nuls     | Blancs et nuls | 290          | 4,38         | 203         | 3,28        |
| Exprimés       | Exprimés           | Exprimés       | 6 336        | 95,62        | 5 986       | 96,72       |

*sortant

### Canton de Coligny
| Candidats      | Candidats        | Étiquette      | Premier tour | Premier tour |
| Candidats      | Candidats        | Étiquette      | Voix         | %            |
| -------------- | ---------------- | -------------- | ------------ | ------------ |
|                | Marc Vulin*      | UDF            | 1 753        | 59,87        |
|                | Pierre Pochon    | PS             | 689          | 23,53        |
|                | André Collet     | Verts          | 217          | 7,41         |
|                | Jacques Dupuis   | FN             | 197          | 6,73         |
|                | Edouard Vuaillat | PCF            | 72           | 2,46         |
|                |                  |                |              |              |
| Inscrits       | Inscrits         | Inscrits       | 4 429        | 100,00       |
| Abstention     | Abstention       | Abstention     | 1 363        | 30,77        |
| Votants        | Votants          | Votants        | 3 066        | 69,23        |
| Blancs et nuls | Blancs et nuls   | Blancs et nuls | 138          | 4,50         |
| Exprimés       | Exprimés         | Exprimés       | 2 928        | 95,50        |

*sortant

### Canton de Ferney-Voltaire
| Candidats      | Candidats       | Étiquette      | Premier tour | Premier tour | Second tour | Second tour |
| Candidats      | Candidats       | Étiquette      | Voix         | %            | Voix        | %           |
| -------------- | --------------- | -------------- | ------------ | ------------ | ----------- | ----------- |
|                | Pascal Meylan*  | UDF            | 2 963        | 44,74        | 3 183       | 57,90       |
|                | Henry Bersinger | Verts          | 1 501        | 22,66        | 2 314       | 42,10       |
|                | Patrick Zahnd   | PS             | 1 202        | 18,15        | Retrait     | Retrait     |
|                | Olivier Wyssa   | FN             | 728          | 10,99        |             |             |
|                | Pierre Benassi  | PCF            | 229          | 3,46         |             |             |
|                |                 |                |              |              |             |             |
| Inscrits       | Inscrits        | Inscrits       | 11 489       | 100,00       | 11 489      | 100,00      |
| Abstention     | Abstention      | Abstention     | 4 503        | 39,19        | 5 640       | 49,09       |
| Votants        | Votants         | Votants        | 6 986        | 60,81        | 5 849       | 50,91       |
| Blancs et nuls | Blancs et nuls  | Blancs et nuls | 363          | 5,20         | 352         | 6,02        |
| Exprimés       | Exprimés        | Exprimés       | 6 623        | 94,80        | 5 497       | 93,98       |

*sortant

### Canton d'Hauteville-Lompnes
| Candidats      | Candidats           | Étiquette      | Premier tour | Premier tour | Second tour | Second tour |
| Candidats      | Candidats           | Étiquette      | Voix         | %            | Voix        | %           |
| -------------- | ------------------- | -------------- | ------------ | ------------ | ----------- | ----------- |
|                | Bernard Maclet      | PS             | 929          | 39,99        | 1 141       | 47,98       |
|                | Bernard Argenti     | DVD            | 752          | 32,37        | 1 237       | 52,02       |
|                | Jean Latreille*     | RPR            | 392          | 16,87        | Retrait     | Retrait     |
|                | Bernard Trucquement | PCF            | 126          | 5,42         |             |             |
|                | Christian Simonny   | FN             | 124          | 5,34         |             |             |
|                |                     |                |              |              |             |             |
| Inscrits       | Inscrits            | Inscrits       | 3 322        | 100,00       | 3 322       | 100,00      |
| Abstention     | Abstention          | Abstention     | 919          | 27,66        | 881         | 26,52       |
| Votants        | Votants             | Votants        | 2 403        | 72,34        | 2 441       | 73,48       |
| Blancs et nuls | Blancs et nuls      | Blancs et nuls | 80           | 3,33         | 63          | 2,58        |
| Exprimés       | Exprimés            | Exprimés       | 2 323        | 96,67        | 2 378       | 97,42       |

*sortant

### Canton de Lhuis
| Candidats      | Candidats             | Étiquette      | Premier tour | Premier tour |
| Candidats      | Candidats             | Étiquette      | Voix         | %            |
| -------------- | --------------------- | -------------- | ------------ | ------------ |
|                | Maurice Berlioz*      | DVD            | 1 407        | 60,44        |
|                | Jean-Charles Lombard  | PS             | 495          | 21,26        |
|                | Marie-Hélène Allemann | Verts          | 167          | 7,17         |
|                | Andre Jasik           | FN             | 152          | 6,53         |
|                | Camille Richard       | PCF            | 107          | 4,60         |
|                |                       |                |              |              |
| Inscrits       | Inscrits              | Inscrits       | 3 458        | 100,00       |
| Abstention     | Abstention            | Abstention     | 1 030        | 29,79        |
| Votants        | Votants               | Votants        | 2 428        | 70,21        |
| Blancs et nuls | Blancs et nuls        | Blancs et nuls | 100          | 4,12         |
| Exprimés       | Exprimés              | Exprimés       | 2 328        | 95,88        |

*sortant

### Canton de Miribel
| Candidats      | Candidats                 | Étiquette      | Premier tour | Premier tour | Second tour | Second tour |
| Candidats      | Candidats                 | Étiquette      | Voix         | %            | Voix        | %           |
| -------------- | ------------------------- | -------------- | ------------ | ------------ | ----------- | ----------- |
|                | Jean Beaufort*            | UDF            | 3 029        | 46,41        | 2 929       | 50,90       |
|                | Maurice Rivoire           | FN             | 1 549        | 23,73        | 1 299       | 22,58       |
|                | Bernadette Girier Mesnier | PS             | 1 518        | 23,26        | 1 526       | 26,52       |
|                | Georges Blonde            | PCF            | 431          | 6,60         |             |             |
|                |                           |                |              |              |             |             |
| Inscrits       | Inscrits                  | Inscrits       | 10 481       | 100,00       | 10 481      | 100,00      |
| Abstention     | Abstention                | Abstention     | 3 537        | 33,75        | 4 501       | 42,94       |
| Votants        | Votants                   | Votants        | 6 944        | 66,25        | 5 980       | 57,06       |
| Blancs et nuls | Blancs et nuls            | Blancs et nuls | 417          | 6,01         | 226         | 3,78        |
| Exprimés       | Exprimés                  | Exprimés       | 6 527        | 93,99        | 5 754       | 96,22       |

*sortant

### Canton de Montluel
| Candidats      | Candidats          | Étiquette      | Premier tour | Premier tour | Second tour | Second tour |
| Candidats      | Candidats          | Étiquette      | Voix         | %            | Voix        | %           |
| -------------- | ------------------ | -------------- | ------------ | ------------ | ----------- | ----------- |
|                | Pierre Cormorèche* | UDF            | 2 273        | 34,78        | 2 421       | 41,01       |
|                | Robert Guillot     | PS             | 1 525        | 23,33        | 2 181       | 36,94       |
|                | Jean Alcaraz       | FN             | 1 488        | 22,77        | 1 302       | 22,05       |
|                | Jean-Marc Leculier | Verts          | 803          | 12,29        |             |             |
|                | Michel Chauville   | PCF            | 447          | 6,84         |             |             |
|                |                    |                |              |              |             |             |
| Inscrits       | Inscrits           | Inscrits       | 9 866        | 100,00       | 9 866       | 100,00      |
| Abstention     | Abstention         | Abstention     | 3 066        | 31,08        | 3 737       | 37,88       |
| Votants        | Votants            | Votants        | 6 800        | 68,92        | 6 129       | 62,12       |
| Blancs et nuls | Blancs et nuls     | Blancs et nuls | 264          | 3,88         | 225         | 3,67        |
| Exprimés       | Exprimés           | Exprimés       | 6 536        | 96,12        | 5 904       | 96,33       |

*sortant

### Canton de Nantua
| Candidats      | Candidats         | Étiquette      | Premier tour | Premier tour |
| Candidats      | Candidats         | Étiquette      | Voix         | %            |
| -------------- | ----------------- | -------------- | ------------ | ------------ |
|                | Claude Ferry*     | RPR            | 2 316        | 57,44        |
|                | Eliane Drut Gorju | PS             | 670          | 16,62        |
|                | Jacky Saude       | FN             | 522          | 12,95        |
|                | Louis Tritenne    | Verts          | 272          | 6,75         |
|                | Georges Allombert | PCF            | 252          | 6,25         |
|                |                   |                |              |              |
| Inscrits       | Inscrits          | Inscrits       | 6 448        | 100,00       |
| Abstention     | Abstention        | Abstention     | 2 196        | 34,06        |
| Votants        | Votants           | Votants        | 4 252        | 65,94        |
| Blancs et nuls | Blancs et nuls    | Blancs et nuls | 220          | 5,17         |
| Exprimés       | Exprimés          | Exprimés       | 4 032        | 94,83        |

*sortant

### Canton de Peronnas
| Candidats      | Candidats         | Étiquette      | Premier tour | Premier tour |
| Candidats      | Candidats         | Étiquette      | Voix         | %            |
| -------------- | ----------------- | -------------- | ------------ | ------------ |
|                | Marc Bernardin    | UDF            | 2 473        | 51,78        |
|                | Paul Besson       | PS             | 856          | 17,92        |
|                | Remi Riche        | Verts          | 797          | 16,69        |
|                | Christian Daufart | FN             | 471          | 9,86         |
|                | Daniel Blatrix    | PCF            | 179          | 3,75         |
|                |                   |                |              |              |
| Inscrits       | Inscrits          | Inscrits       | 7 682        | 100,00       |
| Abstention     | Abstention        | Abstention     | 2 672        | 34,78        |
| Votants        | Votants           | Votants        | 5 010        | 65,22        |
| Blancs et nuls | Blancs et nuls    | Blancs et nuls | 234          | 4,67         |
| Exprimés       | Exprimés          | Exprimés       | 4 776        | 95,33        |

### Canton de Poncin
| Candidats      | Candidats            | Étiquette      | Premier tour | Premier tour | Second tour | Second tour |
| Candidats      | Candidats            | Étiquette      | Voix         | %            | Voix        | %           |
| -------------- | -------------------- | -------------- | ------------ | ------------ | ----------- | ----------- |
|                | Gérard Reverdy*      | UDF            | 1 189        | 41,01        | 1 577       | 57,81       |
|                | Patrick Berthier     | DVD            | 875          | 30,18        | 1 151       | 42,19       |
|                | Bernard Jaquinod     | Verts          | 224          | 7,73         |             |             |
|                | Pascale Broyerv      | FN             | 218          | 7,52         |             |             |
|                | Gilbert Caujolle     | DVD            | 181          | 6,24         |             |             |
|                | Robert Franck Dangel | PCF            | 163          | 5,62         |             |             |
|                | Jean-Marc Rigaud     | DVD            | 49           | 1,69         |             |             |
|                |                      |                |              |              |             |             |
| Inscrits       | Inscrits             | Inscrits       | 4 355        | 100,00       | 4 355       | 100,00      |
| Abstention     | Abstention           | Abstention     | 1 302        | 29,90        | 1 463       | 33,59       |
| Votants        | Votants              | Votants        | 3 053        | 70,10        | 2 892       | 66,41       |
| Blancs et nuls | Blancs et nuls       | Blancs et nuls | 154          | 5,04         | 164         | 5,67        |
| Exprimés       | Exprimés             | Exprimés       | 2 899        | 94,96        | 2 728       | 94,33       |

*sortant

### Canton de Pont-d'Ain
| Candidats      | Candidats          | Étiquette      | Premier tour | Premier tour | Second tour | Second tour |
| Candidats      | Candidats          | Étiquette      | Voix         | %            | Voix        | %           |
| -------------- | ------------------ | -------------- | ------------ | ------------ | ----------- | ----------- |
|                | Jacques Boyon*     | RPR            | 2 014        | 42,93        | 2 315       | 49,04       |
|                | Serge Fondraz      | PS             | 1 440        | 30,70        | 2 406       | 50,96       |
|                | Bernard Favre      | Verts          | 493          | 10,51        |             |             |
|                | Christiane Deperdu | FN             | 468          | 9,98         |             |             |
|                | Noelle Favier      | PCF            | 276          | 5,88         |             |             |
|                |                    |                |              |              |             |             |
| Inscrits       | Inscrits           | Inscrits       | 7 027        | 100,00       | 7 026       | 100,00      |
| Abstention     | Abstention         | Abstention     | 2 127        | 30,27        | 2 162       | 30,77       |
| Votants        | Votants            | Votants        | 4 900        | 69,73        | 4 864       | 69,23       |
| Blancs et nuls | Blancs et nuls     | Blancs et nuls | 209          | 4,27         | 143         | 2,94        |
| Exprimés       | Exprimés           | Exprimés       | 4 691        | 95,73        | 4 721       | 97,06       |

*sortant

### Canton de Pont-de-Veyle
| Candidats      | Candidats               | Étiquette      | Premier tour | Premier tour | Second tour | Second tour |
| Candidats      | Candidats               | Étiquette      | Voix         | %            | Voix        | %           |
| -------------- | ----------------------- | -------------- | ------------ | ------------ | ----------- | ----------- |
|                | Jean-François Pelletier | UDF            | 1 787        | 42,33        | 2 479       | 65,70       |
|                | Abel Greffet            | PS             | 864          | 20,46        | 1 294       | 34,30       |
|                | Rolande Rulliere        | RPR            | 564          | 13,36        |             |             |
|                | Pierre Gatheron         | UDF            | 488          | 11,56        |             |             |
|                | Pierre Barret           | FN             | 340          | 8,05         |             |             |
|                | Joseph Iannone          | PCF            | 179          | 4,24         |             |             |
|                |                         |                |              |              |             |             |
| Inscrits       | Inscrits                | Inscrits       | 6 765        | 100,00       | 6 765       | 100,00      |
| Abstention     | Abstention              | Abstention     | 2 219        | 32,80        | 2 767       | 40,90       |
| Votants        | Votants                 | Votants        | 4 546        | 67,20        | 3 998       | 59,10       |
| Blancs et nuls | Blancs et nuls          | Blancs et nuls | 324          | 7,13         | 225         | 5,63        |
| Exprimés       | Exprimés                | Exprimés       | 4 222        | 92,87        | 3 773       | 94,37       |

### Canton de Saint-Trivier-de-Courtes
| Candidats      | Candidats         | Étiquette      | Premier tour | Premier tour |
| Candidats      | Candidats         | Étiquette      | Voix         | %            |
| -------------- | ----------------- | -------------- | ------------ | ------------ |
|                | Jean Pépin*       | UDF            | 2 020        | 77,16        |
|                | Bernard Gonnet    | Verts          | 270          | 10,31        |
|                | Christian Brileff | FN             | 173          | 6,61         |
|                | Jean Coudurier    | PCF            | 155          | 5,92         |
|                |                   |                |              |              |
| Inscrits       | Inscrits          | Inscrits       | 4 220        | 100,00       |
| Abstention     | Abstention        | Abstention     | 1 412        | 33,46        |
| Votants        | Votants           | Votants        | 2 808        | 66,54        |
| Blancs et nuls | Blancs et nuls    | Blancs et nuls | 190          | 6,77         |
| Exprimés       | Exprimés          | Exprimés       | 2 618        | 93,23        |

*sortant

### Canton de Seyssel
| Candidats      | Candidats        | Étiquette      | Premier tour | Premier tour | Second tour | Second tour |
| Candidats      | Candidats        | Étiquette      | Voix         | %            | Voix        | %           |
| -------------- | ---------------- | -------------- | ------------ | ------------ | ----------- | ----------- |
|                | Michel Thiboud   | UDF            | 616          | 26,69        | 1 052       | 49,37       |
|                | René Ailloud     | DVD            | 501          | 21,71        | 1 079       | 50,63       |
|                | Roger Guilland   | PS             | 266          | 11,53        |             |             |
|                | René Mogentale   | RPR            | 229          | 9,92         |             |             |
|                | François Broisin | PS             | 210          | 9,10         |             |             |
|                | Gaston Jacob     | FN             | 195          | 8,45         |             |             |
|                | Hervé Cohendy    | PS             | 129          | 5,59         |             |             |
|                | Paul Aveline     | PCF            | 105          | 4,55         |             |             |
|                | Michel Compere   | DVD            | 57           | 2,47         |             |             |
|                |                  |                |              |              |             |             |
| Inscrits       | Inscrits         | Inscrits       | 3 496        | 100,00       | 3 496       | 100,00      |
| Abstention     | Abstention       | Abstention     | 1 110        | 31,75        | 1 274       | 36,44       |
| Votants        | Votants          | Votants        | 2 386        | 68,25        | 2 222       | 63,56       |
| Blancs et nuls | Blancs et nuls   | Blancs et nuls | 78           | 3,27         | 91          | 4,10        |
| Exprimés       | Exprimés         | Exprimés       | 2 308        | 96,73        | 2 131       | 95,90       |

### Canton de Thoissey
| Candidats      | Candidats          | Étiquette      | Premier tour | Premier tour | Second tour | Second tour |
| Candidats      | Candidats          | Étiquette      | Voix         | %            | Voix        | %           |
| -------------- | ------------------ | -------------- | ------------ | ------------ | ----------- | ----------- |
|                | Pierre Montagnier* | UDF            | 2 089        | 45,85        | 1 987       | 100,00      |
|                | Rene Dauphin       | RPR            | 1 033        | 22,67        | Retrait     | Retrait     |
|                | Gisèle Berlioz     | FN             | 699          | 15,34        |             |             |
|                | Jean-Louis Prudon  | PS             | 542          | 11,90        |             |             |
|                | Jacques David      | PCF            | 193          | 4,24         |             |             |
|                |                    |                |              |              |             |             |
| Inscrits       | Inscrits           | Inscrits       | 7 581        | 100,00       | 7 581       | 100,00      |
| Abstention     | Abstention         | Abstention     | 2 750        | 36,27        | 4 843       | 63,88       |
| Votants        | Votants            | Votants        | 4 831        | 63,73        | 2 738       | 36,12       |
| Blancs et nuls | Blancs et nuls     | Blancs et nuls | 275          | 5,69         | 751         | 27,43       |
| Exprimés       | Exprimés           | Exprimés       | 4 556        | 94,31        | 1 987       | 72,57       |

*sortant

### Canton de Trevoux
| Candidats      | Candidats           | Étiquette      | Premier tour | Premier tour | Second tour | Second tour |
| Candidats      | Candidats           | Étiquette      | Voix         | %            | Voix        | %           |
| -------------- | ------------------- | -------------- | ------------ | ------------ | ----------- | ----------- |
|                | Paul Colombel       | RPR            | 1 864        | 33,23        | 2 469       | 46,79       |
|                | Michel Raymond      | PS             | 1 316        | 23,46        | 1 788       | 33,88       |
|                | Dominique Garret    | FN             | 1 243        | 22,16        | 1 020       | 19,33       |
|                | Jean-François Colin | Verts          | 574          | 10,23        |             |             |
|                | Michel Vittori      | DVD            | 387          | 6,90         |             |             |
|                | Marcel Janin        | PCF            | 225          | 4,01         |             |             |
|                |                     |                |              |              |             |             |
| Inscrits       | Inscrits            | Inscrits       | 8 763        | 100,00       | 8 761       | 100,00      |
| Abstention     | Abstention          | Abstention     | 2 909        | 33,20        | 3 271       | 37,34       |
| Votants        | Votants             | Votants        | 5 854        | 66,80        | 5 490       | 62,66       |
| Blancs et nuls | Blancs et nuls      | Blancs et nuls | 245          | 4,19         | 213         | 3,88        |
| Exprimés       | Exprimés            | Exprimés       | 5 609        | 95,81        | 5 277       | 96,12       |

### Canton de Villars-les-Dombes
| Candidats      | Candidats          | Étiquette      | Premier tour | Premier tour |
| Candidats      | Candidats          | Étiquette      | Voix         | %            |
| -------------- | ------------------ | -------------- | ------------ | ------------ |
|                | Paul Duperrier*    | RPR            | 1 640        | 54,58        |
|                | Christian Mazet    | FN             | 458          | 15,24        |
|                | Bernard Simonin    | Verts          | 429          | 14,28        |
|                | Ginette Montbarbon | PS             | 351          | 11,68        |
|                | Bruno Roux         | PCF            | 127          | 4,23         |
|                |                    |                |              |              |
| Inscrits       | Inscrits           | Inscrits       | 4 830        | 100,00       |
| Abstention     | Abstention         | Abstention     | 1 554        | 32,17        |
| Votants        | Votants            | Votants        | 3 276        | 67,83        |
| Blancs et nuls | Blancs et nuls     | Blancs et nuls | 271          | 8,27         |
| Exprimés       | Exprimés           | Exprimés       | 3 005        | 91,73        |

*sortant

### Canton de Viriat
| Candidats      | Candidats       | Étiquette      | Premier tour | Premier tour | Second tour | Second tour |
| Candidats      | Candidats       | Étiquette      | Voix         | %            | Voix        | %           |
| -------------- | --------------- | -------------- | ------------ | ------------ | ----------- | ----------- |
|                | Pierre Fromont* | PS             | 2 759        | 46,50        | 3 114       | 56,29       |
|                | Clément Rety    | RPR            | 2 109        | 35,55        | 2 418       | 43,71       |
|                | Agnès Morel     | Verts          | 484          | 8,16         |             |             |
|                | Monique Bennetz | FN             | 447          | 7,53         |             |             |
|                | Renée Favier    | PCF            | 134          | 2,26         |             |             |
|                |                 |                |              |              |             |             |
| Inscrits       | Inscrits        | Inscrits       | 9 037        | 100,00       | 9 037       | 100,00      |
| Abstention     | Abstention      | Abstention     | 2 838        | 31,40        | 3 304       | 36,56       |
| Votants        | Votants         | Votants        | 6 199        | 68,60        | 5 733       | 63,44       |
| Blancs et nuls | Blancs et nuls  | Blancs et nuls | 266          | 4,29         | 201         | 3,51        |
| Exprimés       | Exprimés        | Exprimés       | 5 933        | 95,71        | 5 532       | 96,49       |

*sortant

### Canton de Virieu-le-Grand
| Candidats      | Candidats            | Étiquette      | Premier tour | Premier tour | Second tour | Second tour |
| Candidats      | Candidats            | Étiquette      | Voix         | %            | Voix        | %           |
| -------------- | -------------------- | -------------- | ------------ | ------------ | ----------- | ----------- |
|                | André Lamaison       | PS             | 421          | 20,79        | 930         | 51,16       |
|                | Jean-Pierre Dufour   | RPR            | 343          | 16,94        | 888         | 48,84       |
|                | Alain Saurel         | PS             | 323          | 15,95        | Retrait     | Retrait     |
|                | Juliette Vincent     | PS             | 302          | 14,91        | Retrait     | Retrait     |
|                | Jean-Claude Guilland | UDF            | 220          | 10,86        |             |             |
|                | Pierre Perrimbert    | Verts          | 141          | 6,96         |             |             |
|                | Jean-Pierre Kolly    | DVD            | 99           | 4,89         |             |             |
|                | Rene Jourdan         | FN             | 99           | 4,89         |             |             |
|                | Fernand Roustit      | PCF            | 77           | 3,80         |             |             |
|                |                      |                |              |              |             |             |
| Inscrits       | Inscrits             | Inscrits       | 2 764        | 100,00       | 2 764       | 100,00      |
| Abstention     | Abstention           | Abstention     | 670          | 24,24        | 826         | 29,88       |
| Votants        | Votants              | Votants        | 2 094        | 75,76        | 1 938       | 70,12       |
| Blancs et nuls | Blancs et nuls       | Blancs et nuls | 69           | 3,30         | 120         | 6,19        |
| Exprimés       | Exprimés             | Exprimés       | 2 025        | 96,70        | 1 818       | 93,81       |